# حمله مردم عروسکی
حمله مردم عروسکی (انگلیسی: Attack of the Puppet People) فیلمی در ژانر ترسناک و علمی–تخیلی به کارگردانی آلبرت آی گوردون است که در سال ۱۹۵۸ منتشر شد. از بازیگران آن می‌توان به جان آگار و جان هویت اشاره کرد.